# Monark (fjäril)
Monark (Danaus plexippus) är en brunsvartmönstrad orange fjärilsart som först beskrevs av Linnaeus 1758.  Monarken ingår i släktet Danaus, och familjen praktfjärilar. Arten förekommer tillfälligt i Sverige, men reproducerar sig inte i landet. Inga underarter finns listade.
Monarken förekommer framför allt i Amerika. Den är en uthållig fjäril som kan flyga mycket långt och kan om hösten flyga från Kanada till Mexiko för att övervintra. Detta sker då inte av en individ, utan under tre till fyra generationer. 
Den har spridit sig utanför Amerika och är numera även bofast i bland annat Australien. Larverna äter mestadels giftiga växter och giftet lagras i deras kroppar och finns också kvar när de blir fullvuxna fjärilar. Det gör att de smakar illa och är ett sätt att undvika att bli uppäten av till exempel fåglar. Ett antal andra fjärilsarter som är mer välsmakande efterliknar monarkens utseende. Fenomenet är en form av mimikry som kallas Browers mimikry och innebär en skyddande likhet inom arten.
Ett synonymt svenskt namn är monarkfjäril.

## Utseende
Monarkens vingspann är ungefär 10 centimeter och hanen och honan är ganska lika varandra till utseendet. Ovansidan är orange och mönstrad med mörka brunsvarta vingribbor. Längs ytterkanten finns ett brett brunsvart band med små vita fläckar. I framhörnet och längs framkanten på framvingen är grundfärgen något mörkare och här finns några ljusare orange och vita fläckar. Undersidan är lik ovansidan men bakvingen och framhörnet på framvingen är här gulbrun istället för orange. Kroppen är på undersidan mörkt brunsvart med små vita prickar. För ett otränat öga kan den förväxlas med Danaus eresimus, som har ett liknande mönster på vingarna, men är mörkare till färgen. Den kan också förväxlas med Danaus gilippus och Limenitis archippus.
Larven blir upp till 50 millimeter lång och den är tvärrandig i svart, vitt och ljusgult. Både framtill och baktill har den två långa antennliknande utskott. Larven omvandlas senare till en puppa som är grön med små guldfärgade prickar och med ett guldfärgat band tvärs över bakkroppen.

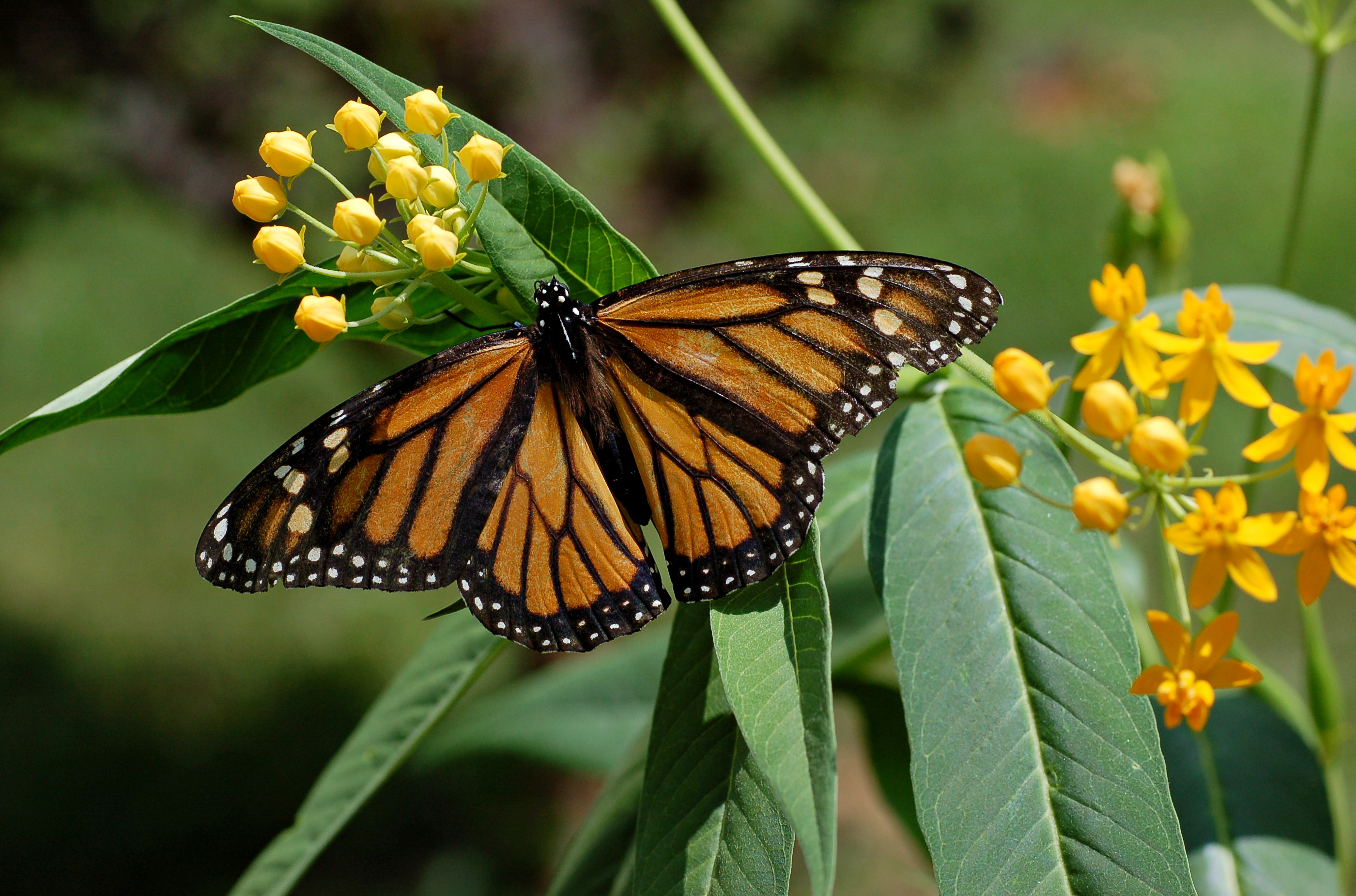
Hona.
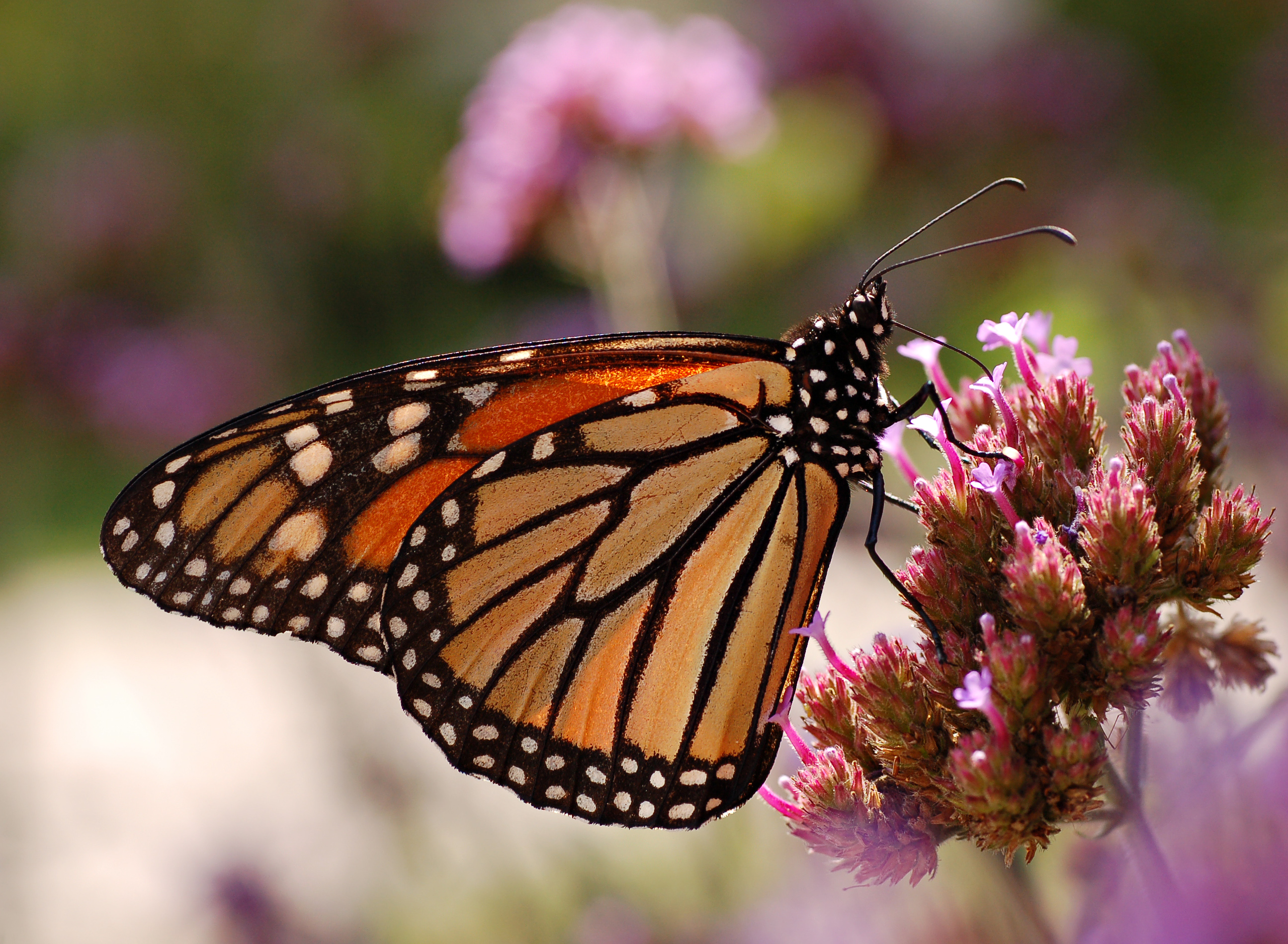
Undersidan.
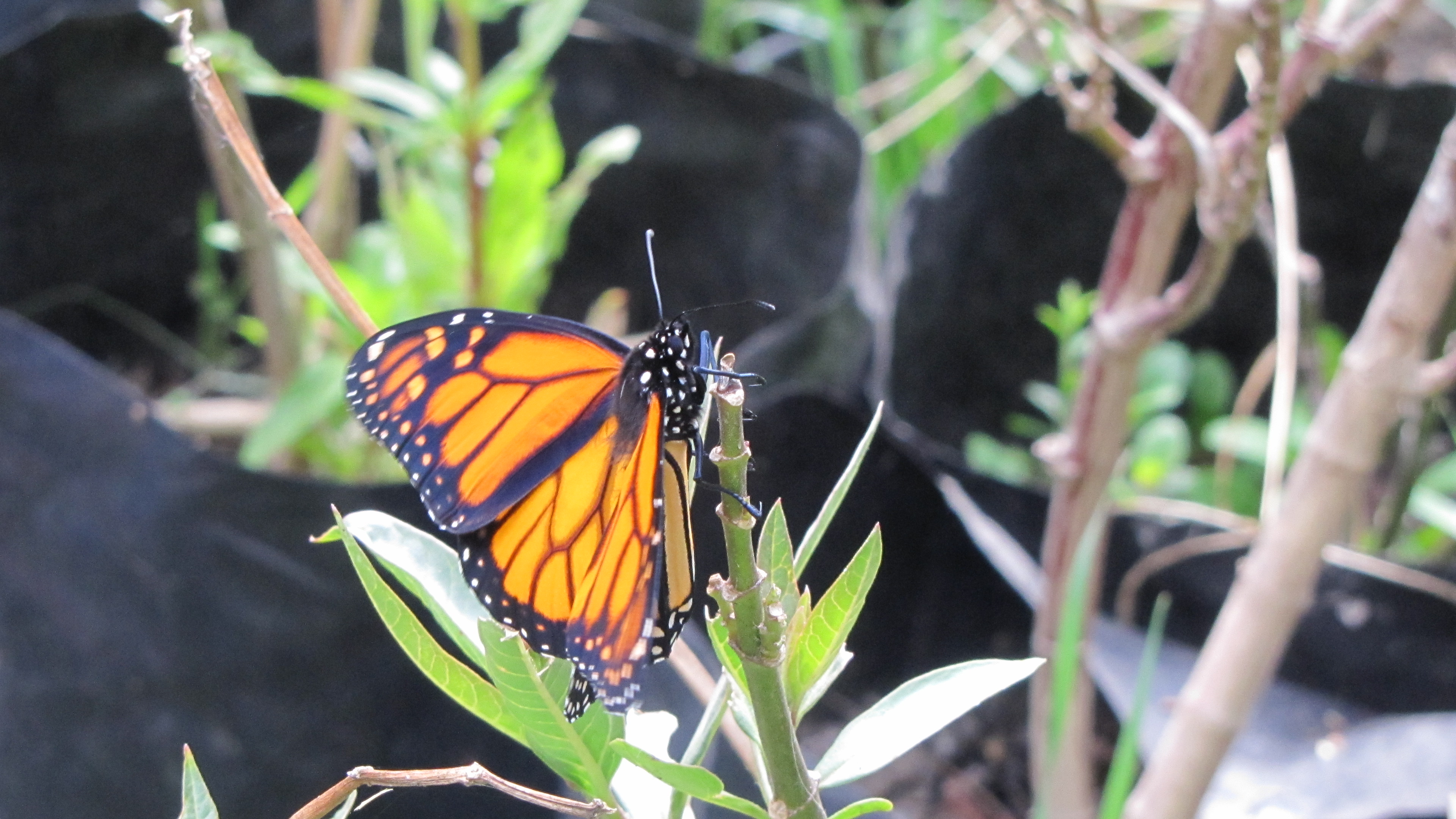
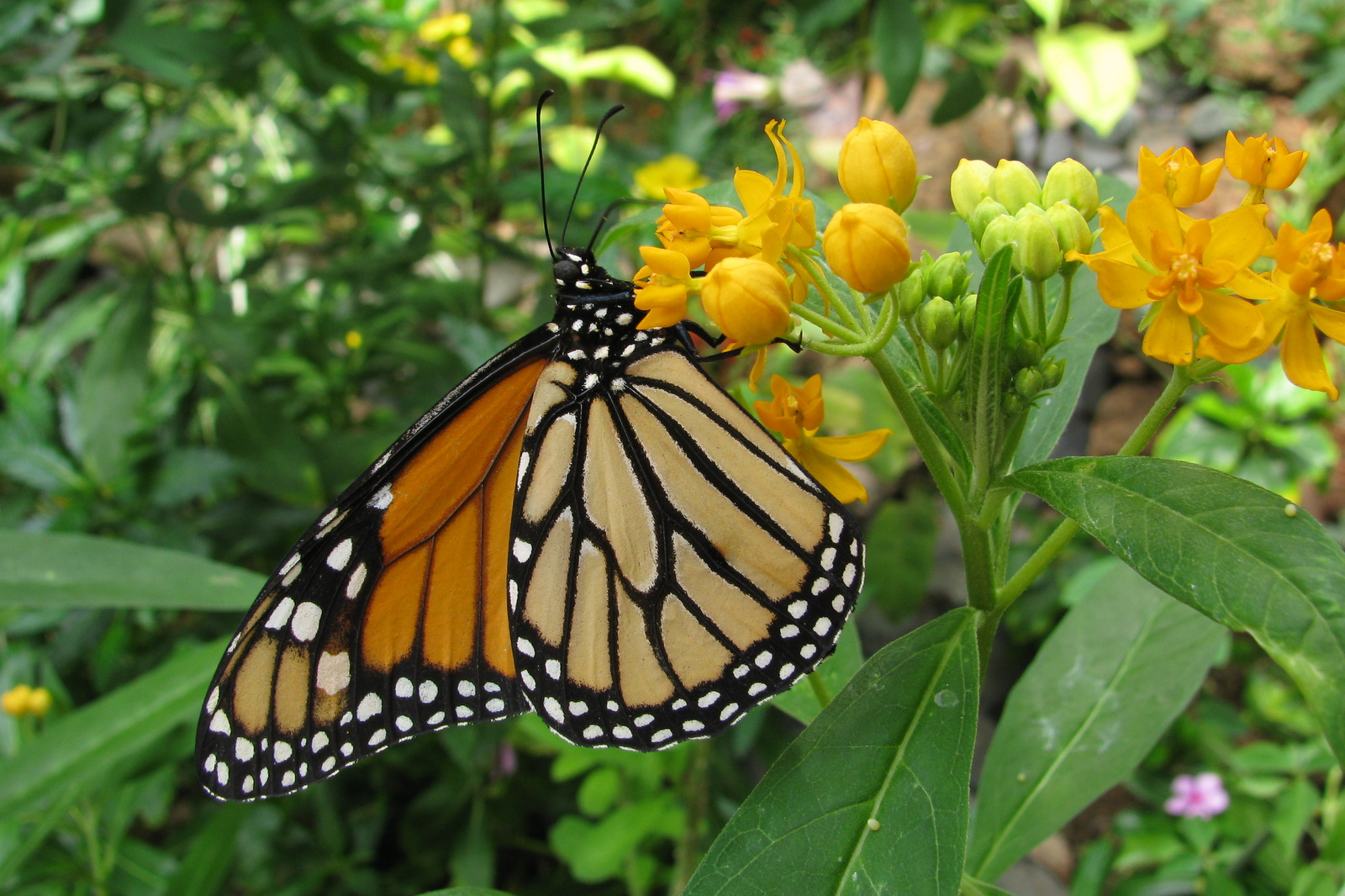
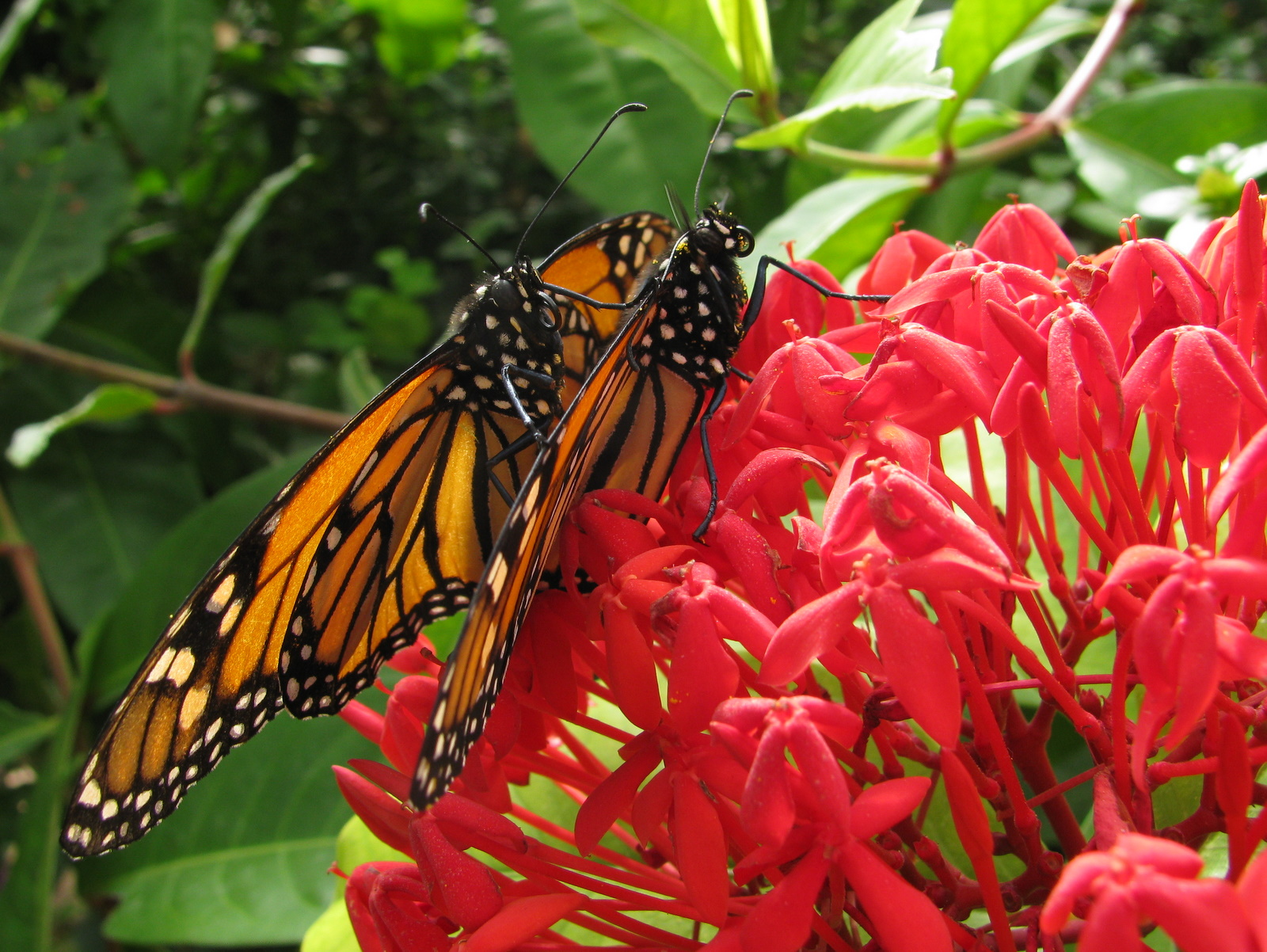
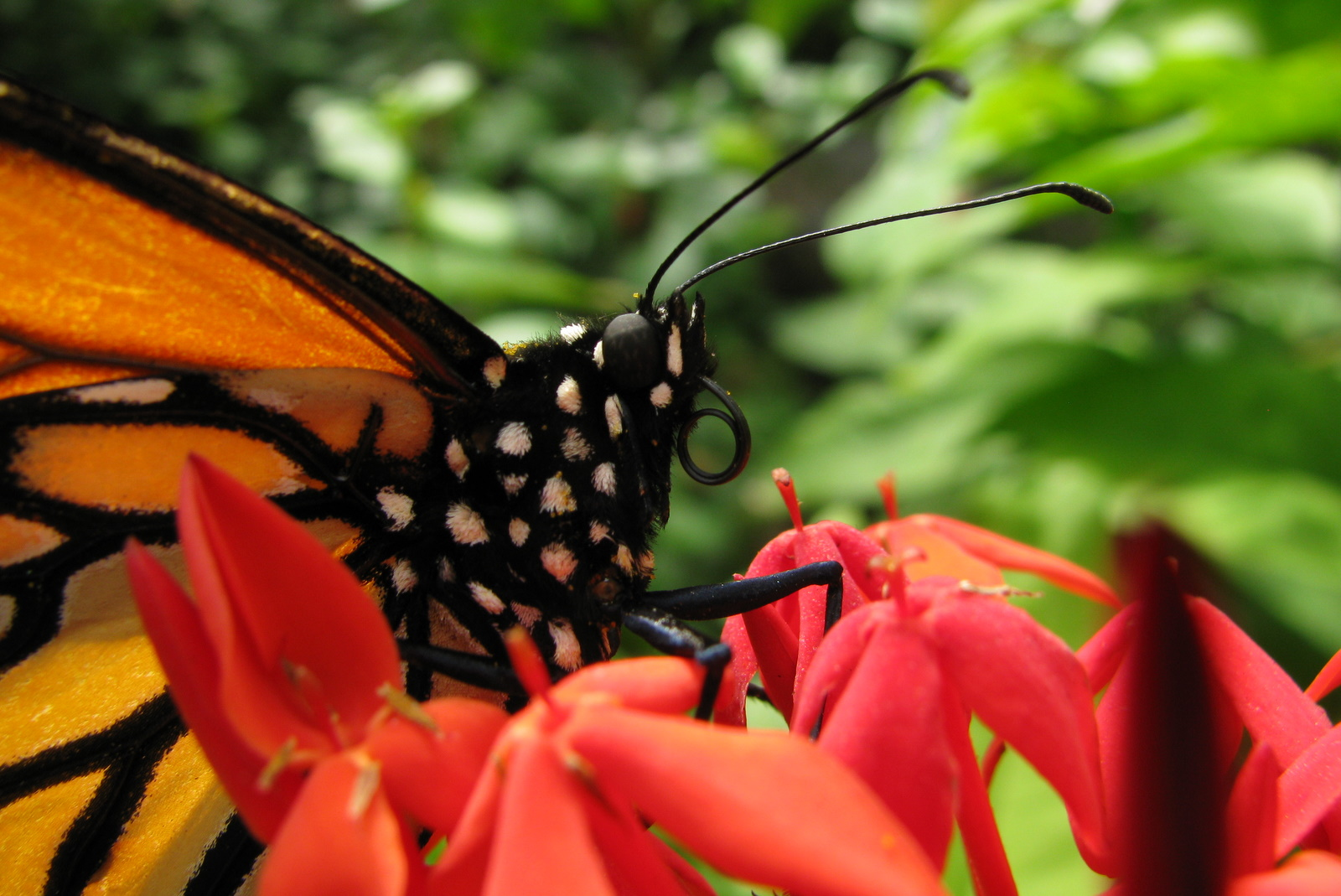
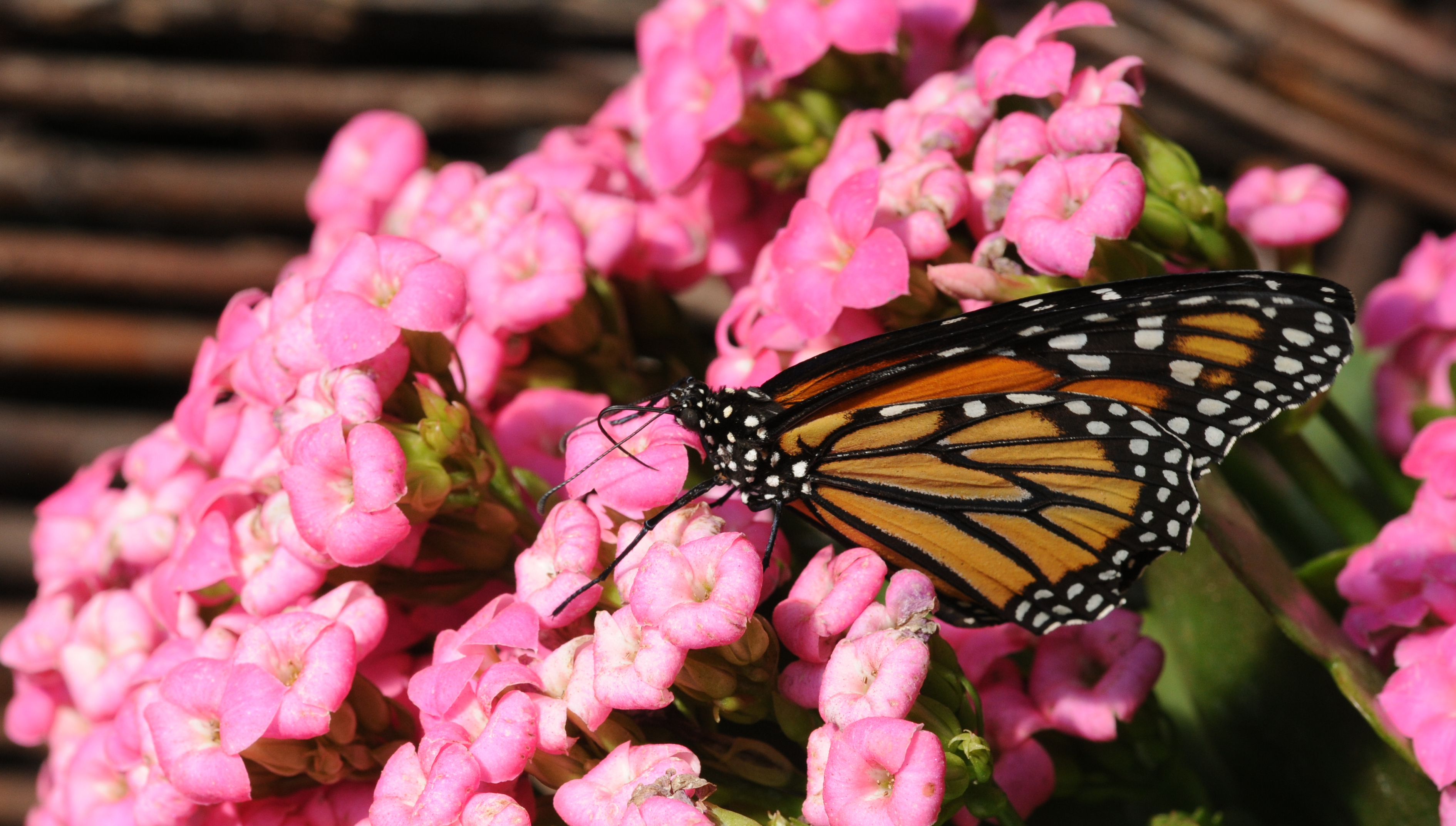
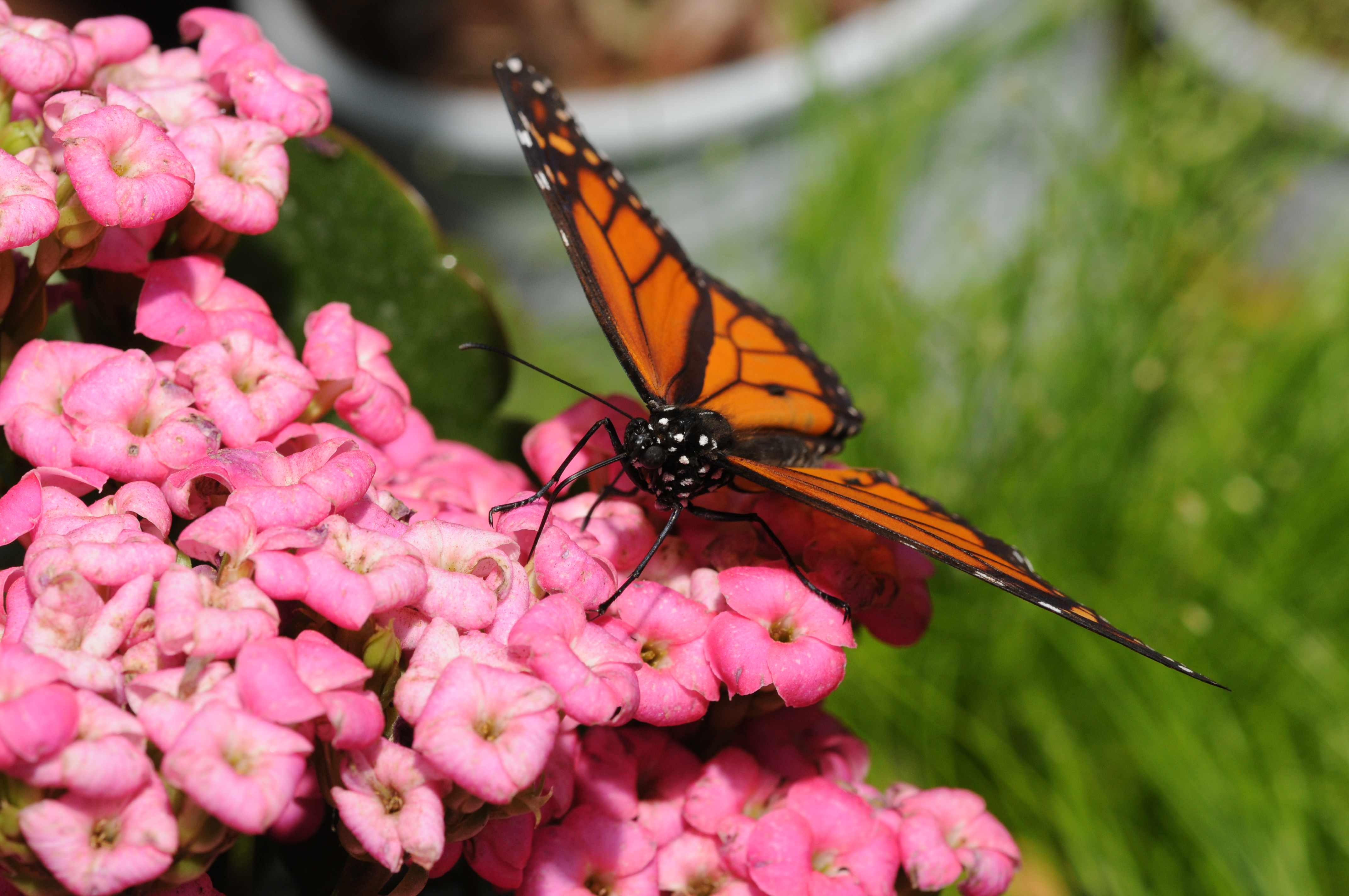

## Levnadssätt

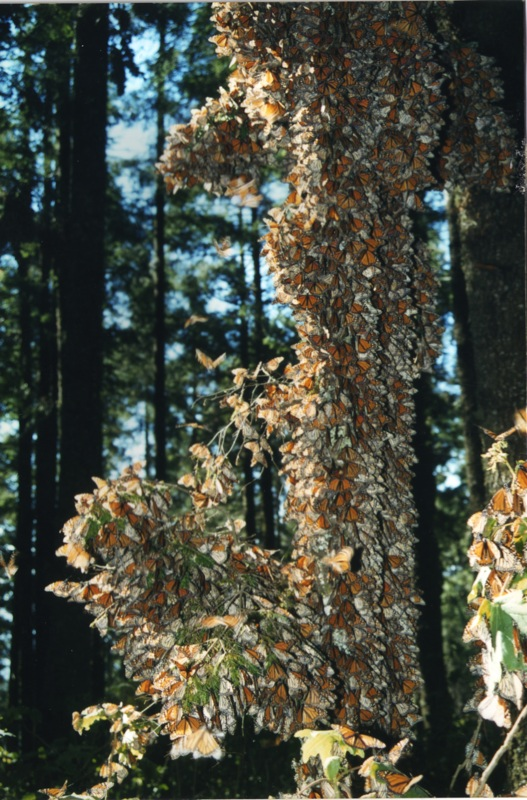
Monarker som övervintrar i ett träd i Mexiko.

Under hösten flyttar fjärilen för att övervintra. I Nordamerika övervintrar de som förekommer väster om Klippiga bergen i Kalifornien och övriga i Mexiko. I mer än ett århundrade har man känt till monarkens övervintringsplatser i Kalifornien och dessa omfattar en mycket liten yta där stora mängder fjärilar samlas. Övervintringsplatserna i Mexiko upptäcktes däremot inte förrän 1975. De omfattar ett trettiotal små platser i ett bergsområde, Transmexikanska vulkanbältet, ungefär 100 kilometer nordväst om Mexico City. Där växer ädelgranen Abies religiosa. På ungefär 3000 meters höjd tillbringar fjärilarna vintern i jättelika samlingar i ädelgranarna.
Under övervintringstiden har de ofta parat sig och när de återvänder norrut på våren lägger honan äggen längs vägen. Ur ägget kläcks larven. Värdväxter, de växter larven lever på och äter av, är framför allt olika arter i sidenörtssläktet. Nästan alla växter larven äter är giftiga, men skadar den inte utan lagras i kroppen och stannar även kvar i den fullbildade fjärilen. Detta gör att de blir giftiga och smakar illa för fåglar och andra djur som vill äta dem.
Larven har vuxit färdigt efter tre veckor och då förpuppas den. Efter två veckor kläcks den fullbildade fjärilen ur puppan. I exempelvis Kanada hinner monarken föröka sig i två eller tre generationer på sommaren innan fjärilarna åter flyttar söderut på hösten. I tropiska områden flyttar de inte några längre sträckor och där pågår flygtiden och förökningen året runt.

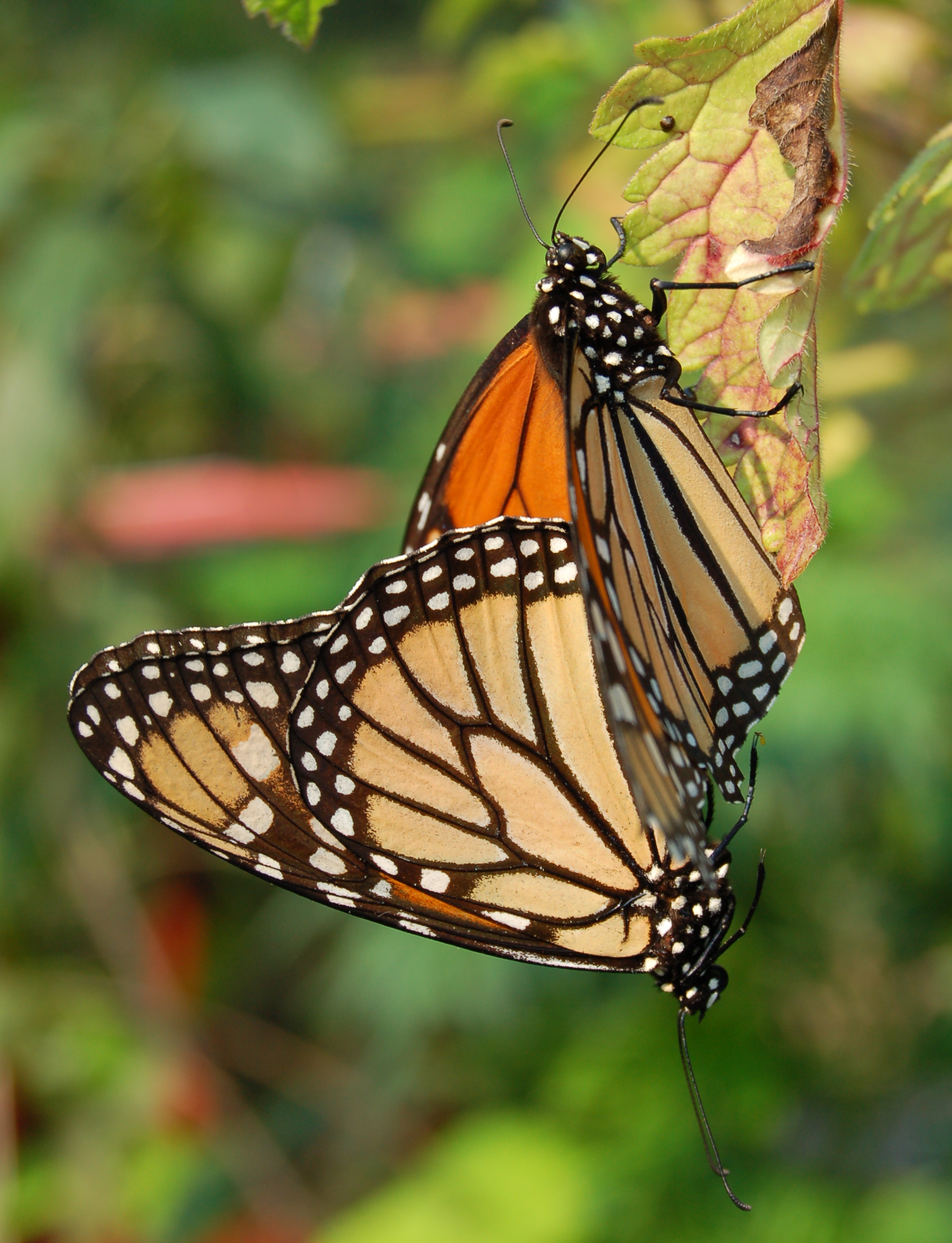
Två monarker som parar sig.
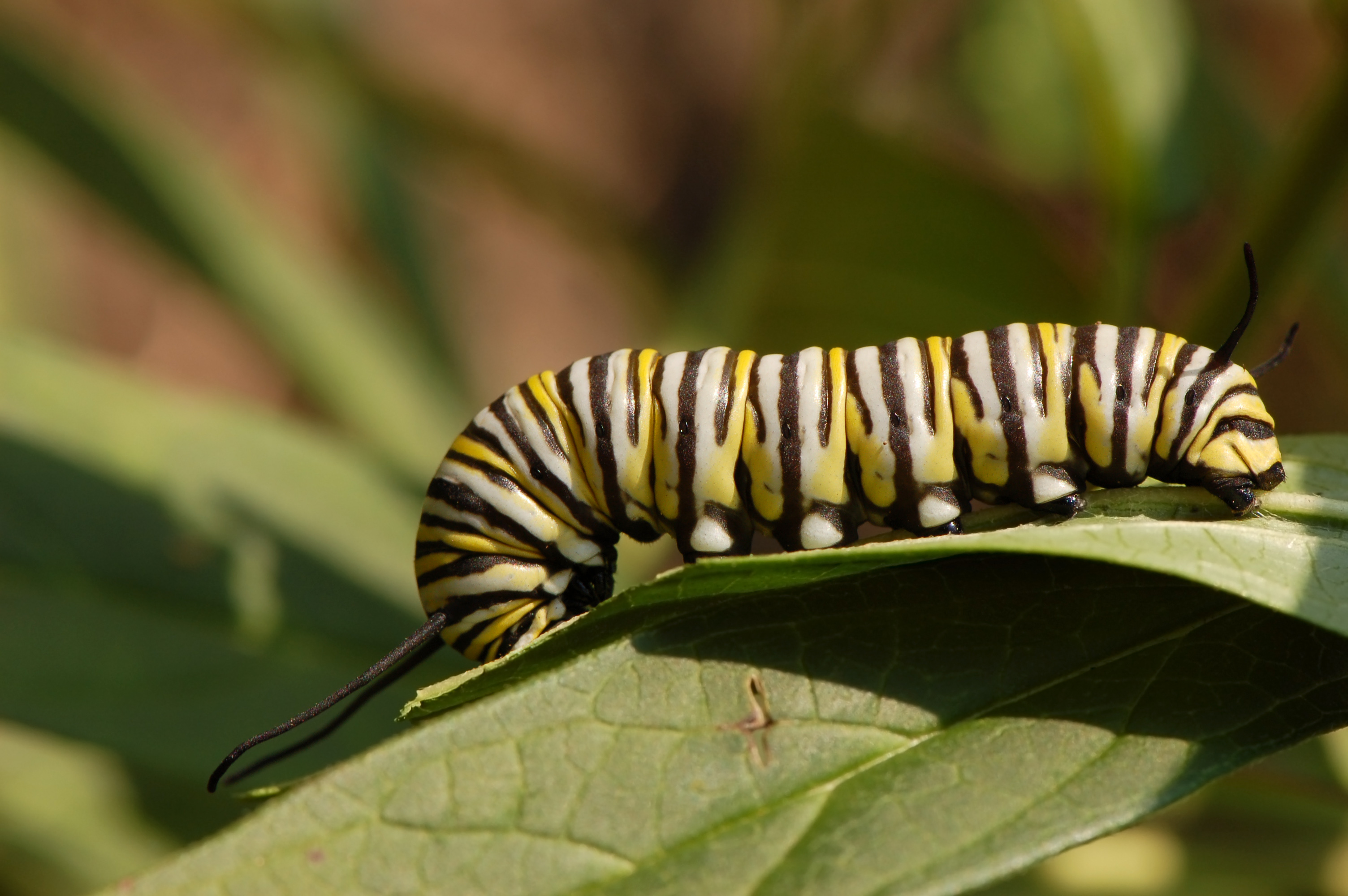
Larv som äter.
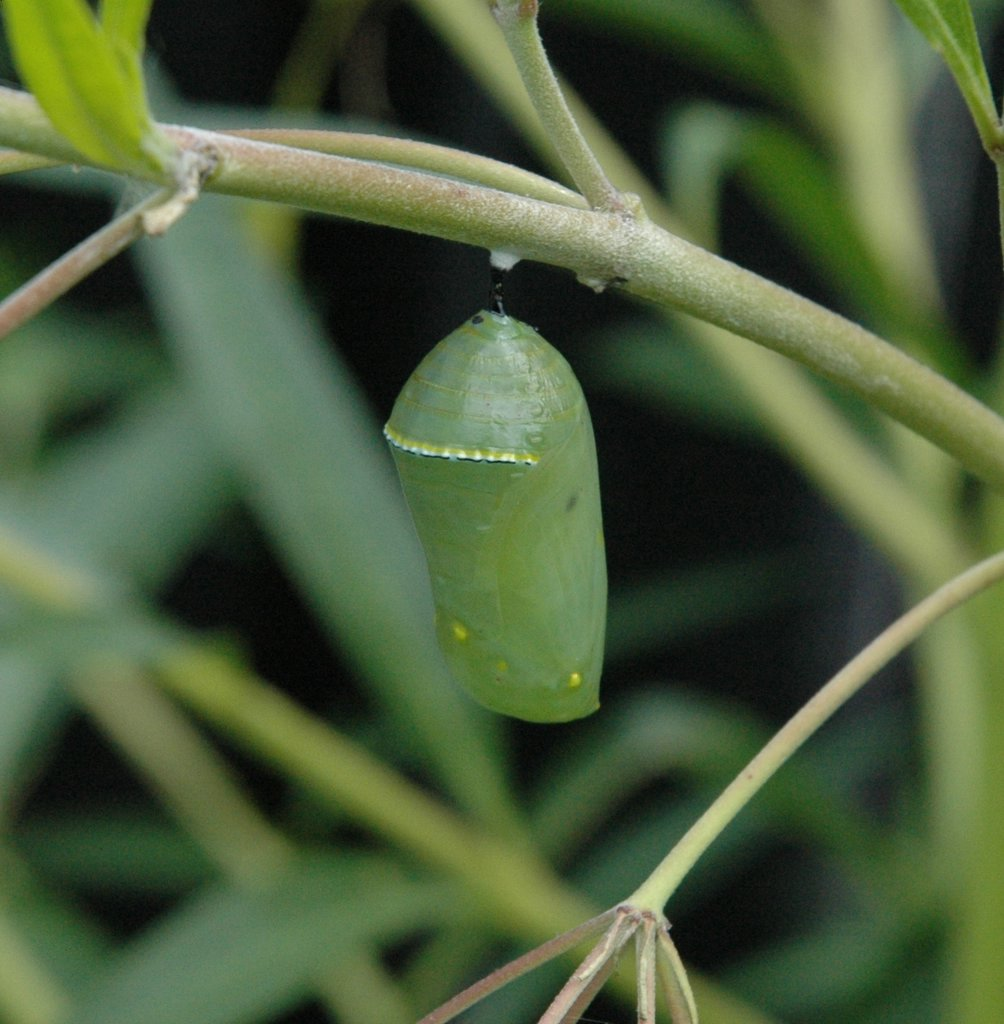
Puppa.
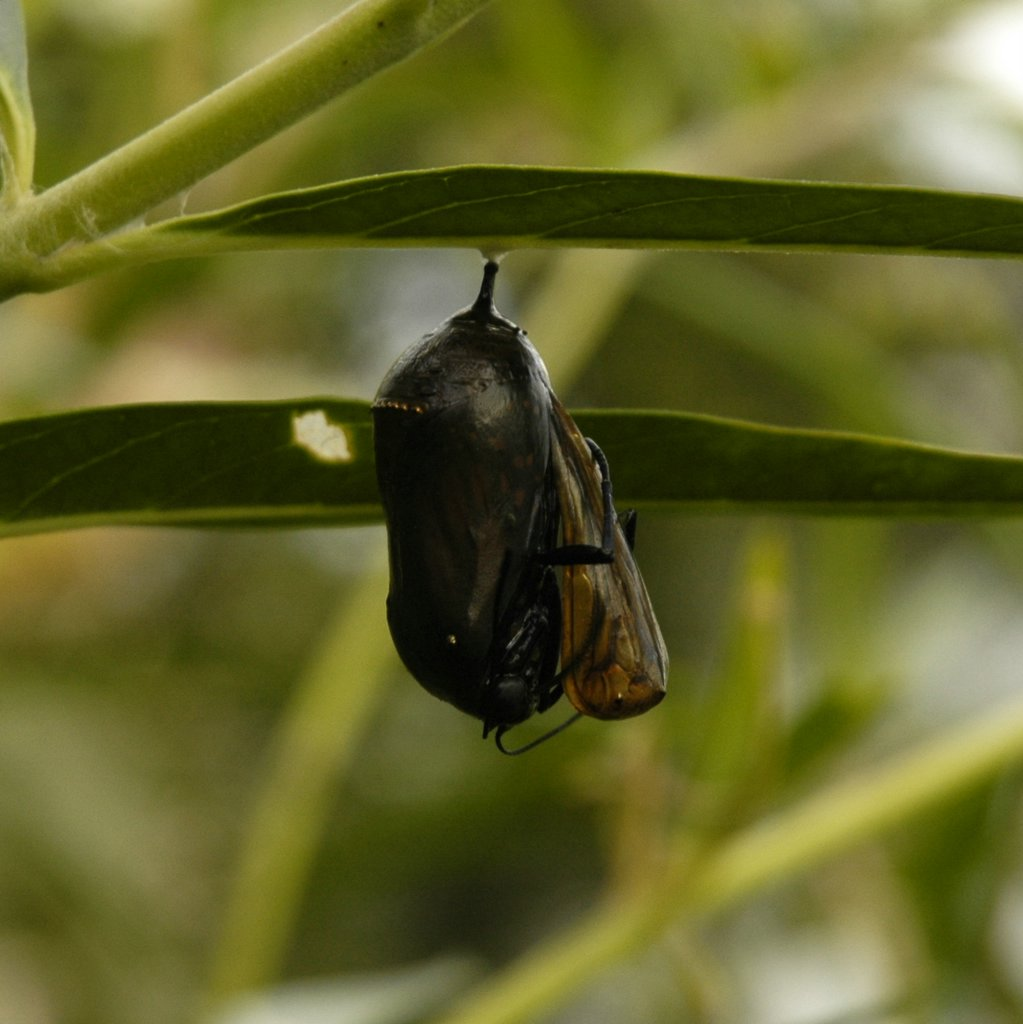
Den färdigutvecklade fjärilen kläcks ur puppan.

### Habitat
Monarkens habitat, den miljö den lever i, är öppna marker så som ängar och vägkanter. De fullvuxna fjärilarna dricker nektar från olika blommor i till exempel sidenörtssläktet, syrensläktet, eldkronesläktet, vernoniasläktet och gullrissläktet.

## Utbredning

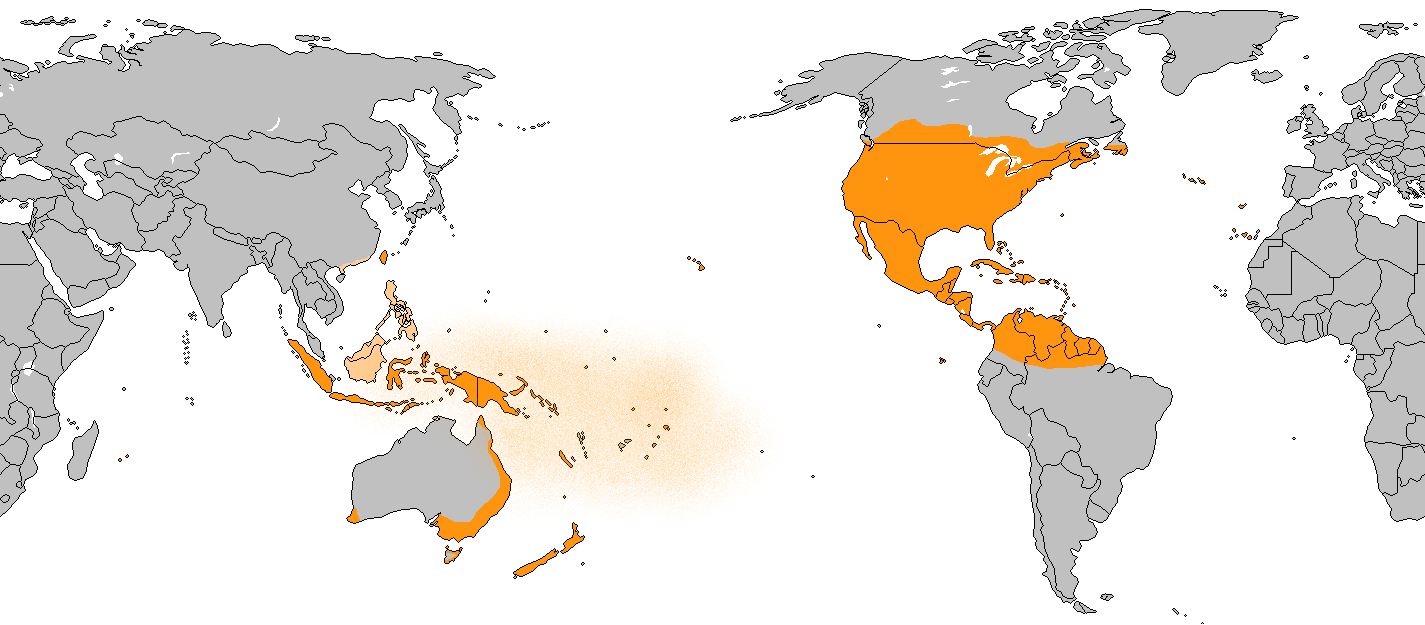
Karta som visar monarkens utbredningsområde.

Monarkens utbredningsområde sträcker sig från södra Kanada och söderut genom USA, Centralamerika och Sydamerika. Den har funnits i Australien sedan slutet av 1800-talet. Under 1800-talet började monarken spridas över världen och finns numera bofast och reproducerande i delar av Asien, på öar i Stilla havet och i sydvästligaste Europa. I Norden har den påträffats några enstaka gånger i Sverige och Danmark, men dessa kan vara odlade fjärilar från exempelvis fjärilshus.

## Världsarv
Monarkfjärilens biosfärområde är ett drygt 56 000 hektar stort område i bergen ungefär 100 kilometer nordväst om Mexico City. I detta område övervintrar ungefär 70 procent av de monarker som migrerar till Mexiko, och genom att göra det till ett biosfärområde kan det finnas större möjligheter att skydda skogen mot avverkning och andra hot. Reservatet upptogs som Unescos världsarv 2008.

## Hot
Beståndet hotas regionalt av landskapsförändringar och klimatförändringar. Hela populationen minskar men den är fortfarande stor. IUCN listar arten som livskraftig (LC).

### Fotnoter
1. 1 2  Walker, A., Oberhauser, K.S., Pelton, E.M. & Pleasants, J.M. 2021 Danaus plexippus . Från: IUCN 2021. IUCN Red List of Threatened Species. Version 2018.1. Läst 16 februari 2023.
2. ↑  Fauna Europaea Arkiverad 9 mars 2016 hämtat från the Wayback Machine. Danaus plexippus, läst 19 oktober 2008
3. 1 2 3  Bisby F.A., Roskov Y.R., Orrell T.M., Nicolson D., Paglinawan L.E., Bailly N., Kirk P.M., Bourgoin T., Baillargeon G., Ouvrard D. (red.) (25 februari 2011). ”Species 2000 & ITIS Catalogue of Life: 2011 Annual Checklist.”. Species 2000: Reading, UK. http://www.catalogueoflife.org/annual-checklist/2011/search/all/key/danaus+plexippus/match/1. Läst 24 september 2012.
4. ↑  NZIB: New Zealand Inventory of Biodiversity. Gordon D. (ed), 2009-06-12
5. 1 2  Dyntaxa Danaus plexippus
6. ↑  Pasteur 1982, s. 169-199.
7. 1 2 3 4 5  Nationalnyckeln till Sveriges flora och fauna. Fjärilar: Dagfjärilar. Hesperiidae - Nymphalidae. (2005) sid 364-365. ArtDatabanken, SLU, Uppsala. ISBN 91-88506-51-7
8. 1 2  Sterry, Paul; Mackay, Andrew (2006). Bonniers naturguider Fjärilar sid 82. Albert Bonniers förlag. ISBN 9789100105136
9. 1 2  Butterflies of Canada Danaus plexippus, läst 20 oktober 2008
10. 1 2 3 4  Butterflies and Moths of North America Arkiverad 12 oktober 2007 hämtat från the Wayback Machine. Danaus plexippus, läst 20 oktober 2008
11. ↑  Australian Museum Arkiverad 22 juli 2008 hämtat från the Wayback Machine. Danaus plexippus, läst 20 oktober 2008
12. ↑  Unesco World Heritage Monarch Butterfly Biosphere Reserve, läst 21 oktober 2008